# Hisato Sato
Hisato Sato (japonsko 佐藤 寿人), japonski nogometaš, * 12. marec 1982.
Za japonsko reprezentanco je odigral 31 uradnih tekem.